# Kitanština
Kitanština ( ve velkém písmu, nebo  v malém) byl jazyk, kterým hovořili v severovýchodní Asii Kitani v období 4. až 13. století. Byl to oficiální jazyk říše Liao a na ni navazujícího karakitanského chanátu (západní Liao). Pro zápis jazyka bylo užíváno dvou zcela samostatných písem, tzv. malého kitanského písma (slabičné) a velkého kitanského písma (logografické). Jedná se o poměrně málo poznaný jazyk (kterému se daří porozumět teprve v posledních desítkách let). Jazyk vykazuje silnou spojitost s mongolskými jazyky, ale zařazení je nejisté (finský mongolista Juha Janhunen navrhuje sesterskou rodinu „paramongolštiny“, která by zahrnovala i kitanštinu).